# Kurt Reißmann
Hermann Georg Kurt Reißmann (* 31. März 1910 in Barmen; † nach 1940) war ein deutscher Architekturhistoriker.

## Leben
Kurt Reißmann war ein Sohn des Kaufmanns Georg Reißmann und dessen Ehefrau Hedwig. Er besuchte die Gymnasien in Barmen und Hannoversch Münden und studierte seit 1928 Kunstgeschichte in Berlin, seit Frühjahr 1929 in Wien und seit Herbst 1929 in München. Dort promovierte er 1934 bei Wilhelm Pinder. 
Seit 1936 war Reißmann  Stipendiat beim Brandenburgischen Provinzialverband, für den er zwei Bände der Kunstdenkmäler der Provinz Brandenburg erstellte. Seit etwa 1938 war er Stipendiat am Kunsthistorischen Institut in Bonn bei Alfred Stange. Mit diesem ging Reißmann Mitte 1940 nach Frankreich, wo er Mitarbeiter beim wissenschaftlichen Arbeitsstab des Kunstschutzes wurde. Dort war seine Aufgabe die Begutachtung von Architekturdenkmälern und Kunstschätzen für das Deutsche Reich. Danach gibt es keine Nachrichten mehr über ihn.

## Publikationen
- Die romanische Portalarchitektur in Deutschland, Dissertation, München 1934 Auszüge, auch Würzburg 1937
- Die Kunstdenkmäler des Stadt- und Landkreises Landsberg (Warthe). Die Kunstdenkmäler der Provinz Brandenburg, 7, 3, Berlin 1937
- Die Kunstdenkmäler des Stadt- und Landkreises Cottbus. Die Kunstdenkmäler der Provinz Brandenburg, 5, 3, Berlin 1938
- Die Entwicklung der Liegefiguren in der Architekturplastik von Michelangelo bis zum Klassizusmus, in Festschrift Wilhelm Pinder zum sechzigsten Geburtstage, Leipzig [1938], S. 371–404
- Über die Verbreitung der Hirsauer Portalform, in Rheinische Vierteljahresblätter, 8, 1938, S. 189–192
- Steinplastik des 5.–9. Jahrhunderts in Frankreich, druckfertiges Manuskript [um 1939/40][5]